# Google URL Shortener
Google URL Shortener, ook wel bekend als goo.gl, was een tool gemaakt door Google om URL's mee in te korten. De tool werd gelanceerd in december 2009. Hij werd vaak gebruikt voor Google Toolbar en Feedburner. Later heeft Google een losse goo.gl pagina gemaakt, deze werd gelanceerd in september 2010.
De gebruiker heeft toegang tot een lijst met URL's die in het verleden zijn ingekort nadat ze waren ingelogd op hun Google-account. En de gebruiker kan de volgende informatie zien naast: de link 'details' naast een verkorte URL, waar openbare, realtime analysegegevens, inclusief verkeer in de tijd, topverwijzingen en bezoekersprofielen kunnen worden gevonden. Voor de veiligheid heeft Google automatische spamdetectie toegevoegd op basis van hetzelfde type filtertechnologie dat in Gmail wordt gebruikt.
Google URL Shortener accepteerde geen nieuwe gebruikers meer vanaf 13 april 2018 en stopte de service voor bestaande gebruikers op 30 maart 2019.

## Referentie
- Dit artikel of een eerdere versie ervan is een (gedeeltelijke) vertaling van het artikel Google URL Shortener op de Engelstalige Wikipedia, dat onder de licentie Creative Commons Naamsvermelding/Gelijk delen valt. Zie de bewerkingsgeschiedenis aldaar.